# Строительство 201
Строительство 201 (Управление строительства № 201 и исправительно-трудовой лагерь) — подразделение, действовавшее в структуре Главного управления исправительно-трудовых лагерей Народного комиссариата внутренних дел СССР (ГУЛАГ НКВД СССР).

## История
Строительство 201 выделено в самостоятельное подразделение в структуре НКВД СССР в апреле 1939 году на базе расформированного в том же году Дальлага. Управление Строительства 201 располагалось в городе Николаевск-на-Амуре, Хабаровского края.  В оперативном командовании он подчинялся первоначально Управлению исправительно-трудовых лагерей и колоний Управления НКВД по Хабаровскому краю (УИТЛК УНКВД Хабаровского края), затем с 1941 года Главному управлению лагерей гидротехнического строительства (ГУЛГТС НКВД) и с 1942 года Главному управлению лагерей промышленного строительства (ГУЛПС НКВД).
В 1942 году промышленные мощности Строительства 201 были переданы в распоряжение Народного комиссариату речного флота, а лагерь расформирован.
Максимальное единовременное количество заключённых могло составлять более 5 500 человек.

## Производственная деятельность
Основным видом производственной деятельности заключенных Строительства 201 было ведение гидротехнического строительства и дноуглубительных работ в Амурском лимане, строительство портовых и причальных сооружений.